# 西新镇
西新镇，是中华人民共和国吉林省长春市绿园区下辖的一个乡镇级行政单位。2020年7月，调整西新镇。调整后的辖区范围东连同心街道，南至西湖大路，西邻公主岭市，北依合心、城西镇，辖双龙、开元、民丰、裴家4个村。

## 行政区划
西新镇下辖以下地区：
开源村、双龙村、裴家村和民丰村。

## 知名人物
- 王洪文，中共领导人